# Saison 2013 de la PSA
La saison 2013 de l'Association professionnelle de squash (ou PSA World Tour 2013), est constituée d'une centaine de tournois organisés par la PSA, dont sept World Series et le championnat du monde organisé cette année à Manchester en Angleterre. La saison s'est conclue par les World Series Finals, tournoi réunissant les huit meilleurs joueurs de la saison, organisé en mars 2014 à Richmond, aux États-Unis.
| World Championship    |
| World Series Platinum |
| World Series Gold     |
| International 70      |
| International 50      |

## Championnats du monde
| Tournoi                                                                                   | Date                         | Champion                                   | Finaliste        | Demi-finalistes                 | Quart de finaliste                                    |
| ----------------------------------------------------------------------------------------- | ---------------------------- | ------------------------------------------ | ---------------- | ------------------------------- | ----------------------------------------------------- |
| PSA World Championship 2013 Manchester, Angleterre World Championship 275 000 $ - tableau | 27 octobre - 3 novembre 2013 | Nick Matthew 11-9, 11-9, 11-13, 7-11, 11-2 | Grégory Gaultier | Ramy Ashour Mohamed El Shorbagy | James Willstrop Amr Shabana Daryl Selby Saurav Ghosal |

## World Series
Prize money: 115 000 $ et plus
| Tournoi                                                                                 | Date                     | Champion                                         | Finaliste        | Demi-finalistes                      | Quart de finaliste                                              |
| --------------------------------------------------------------------------------------- | ------------------------ | ------------------------------------------------ | ---------------- | ------------------------------------ | --------------------------------------------------------------- |
| Tournament of Champions 2013 New York, États-Unis World Series Gold 115 000 $ - tableau | 18–24 janvier 2013       | Ramy Ashour 7-11, 6-11, 12-10, 11-3, 11-1        | Grégory Gaultier | James Willstrop Nick Matthew         | Mohamed El Shorbagy Karim Darwish Omar Mosaad Stephen Coppinger |
| North American Open 2013 Richmond, États-Unis World Series Gold 115 000 $ - tableau     | 25 février - 2 mars 2013 | Ramy Ashour 11-7, 11-8, 5-11, 11-7               | Nick Matthew     | James Willstrop Grégory Gaultier     | Karim Darwish Peter Barker Amr Shabana Simon Rösner             |
| Kuwait PSA Cup 2013 Koweït, Koweït World Series Platinum 190 000 $ - tableau            | 8–14 mars 2013           | Ramy Ashour 6-11, 11-8, 11-3, 11-3               | James Willstrop  | Grégory Gaultier Mohamed El Shorbagy | Karim Darwish Amr Shabana Peter Barker Daryl Selby              |
| British Open 2013 Hull, Angleterre World Series Platinum 150 000 $ - tableau            | 20–26 mai 2013           | Ramy Ashour 7-11, 11-4, 11-7, 11-8               | Grégory Gaultier | Nick Matthew James Willstrop         | Karim Darwish Borja Golán Tarek Momen Cameron Pilley            |
| US Open 2013 Philadelphie, États-Unis World Series Gold 115 000 $ - tableau             | 11–18 octobre 2013       | Grégory Gaultier 11-4, 11-5, 11-5                | Nick Matthew     | James Willstrop Karim Darwish        | Mohamed El Shorbagy Peter Barker Simon Rösner Mathieu Castagnet |
| Qatar Classic 2013 Doha, Qatar World Series Platinum 150 000 $ - tableau                | 10–15 novembre 2013      | Mohamed El Shorbagy 11-5, 5-11, 11-6, 6-11, 11-4 | Nick Matthew     | Karim Darwish Borja Golán            | Grégory Gaultier Amr Shabana Daryl Selby Karim Abdel Gawad      |
| Hong Kong Open 2013 Hong Kong, China World Series Platinum 150 000 $ - tableau          | 3–8 décembre 2013        | Nick Matthew 11-1, 11-8, 5-11, 11-5              | Borja Golán      | Grégory Gaultier James Willstrop     | Ramy Ashour Mohamed El Shorbagy Amr Shabana Tarek Momen         |

| Tournoi                                                                               | Date            | Champion                            | Finaliste           | Demi-finalistes               | Round Robin                                          |
| ------------------------------------------------------------------------------------- | --------------- | ----------------------------------- | ------------------- | ----------------------------- | ---------------------------------------------------- |
| World Series Finals 2013 Richmond, États-Unis World Series Finals 110 000 $ - tableau | 15-19 mars 2014 | Ramy Ashour 15-17, 11-7, 11-4, 11-5 | Mohamed El Shorbagy | Nick Matthew Grégory Gaultier | James Willstrop Borja Golán Tarek Momen Simon Rösner |

## International
Prize money : entre 25 000 $ et 114 999 $

### Janvier
| Tournoi                                                                      | Date               | Champion                  | Finaliste     | Demi-finalistes                 | Quart de finaliste                                               |
| ---------------------------------------------------------------------------- | ------------------ | ------------------------- | ------------- | ------------------------------- | ---------------------------------------------------------------- |
| Motor City Open 2013 Détroit, États-Unis International 70 70 000 $ - tableau | 26–29 janvier 2013 | Amr Shabana 11-4, 2-6 rtd | Karim Darwish | Mohamed El Shorbagy Omar Mosaad | Saurav Ghosal Ong Beng Hee Stephen Coppinger Miguel Á. Rodríguez |

### Février
| Tournoi                                                                      | Date                        | Champion                           | Finaliste         | Demi-finalistes           | Quart de finaliste                                         |
| ---------------------------------------------------------------------------- | --------------------------- | ---------------------------------- | ----------------- | ------------------------- | ---------------------------------------------------------- |
| Open de Suède 2013 Linköping, Suède International 70 70 000 $ - tableau      | 31 janvier - 3 février 2013 | Grégory Gaultier 11-3, 12-10, 11-9 | Nick Matthew      | Peter Barker Tarek Momen  | Tom Richards Simon Rösner Cameron Pilley Karim Abdel Gawad |
| Windy City Open 2013 Chicago, États-Unis International 25 26 250 $ - tableau | 31 janvier - 3 février 2013 | Borja Golán 5-11, 11-8, 11-6, 11-6 | Stephen Coppinger | Alan Clyne Andrew Shoukry | Max Lee Karim Ali Fathi César Salazar Matthew Karwalski    |

### Mars
| Tournoi                                                                                  | Date            | Champion                               | Finaliste           | Demi-finalistes                  | Quart de finaliste                                         |
| ---------------------------------------------------------------------------------------- | --------------- | -------------------------------------- | ------------------- | -------------------------------- | ---------------------------------------------------------- |
| Canary Wharf Squash Classic 2013 Londres, Angleterre International 50 50 000 $ - tableau | 18–22 mars 2013 | James Willstrop 11-8, 5-11, 11-4, 11-4 | Peter Barker        | Nick Matthew Mohamed El Shorbagy | Tom Richards Daryl Selby Stephen Coppinger Henrik Mustonen |
| Open de Kuala Lumpur 2013 Kuala Lumpur, Malaisie International 50 50 000 $ - tableau     | 28–31 mars 2013 | Karim Darwish 11-9, 12-10, 11-7        | Mohamed El Shorbagy | Borja Golán Nicolas Müller       | Tarek Momen Ong Beng Hee Olli Tuominen Karim Abdel Gawad   |

### Avril
| Tournoi                                                                 | Date             | Champion                                     | Finaliste   | Demi-finalistes                | Quart de finaliste                                           |
| ----------------------------------------------------------------------- | ---------------- | -------------------------------------------- | ----------- | ------------------------------ | ------------------------------------------------------------ |
| Grasshopper Cup 2013 Zurich, Suisse International 35 35 000 $ - tableau | 24–27 avril 2013 | Alister Walker 11-4, 5-11, 12-10, 9-11, 11-2 | Daryl Selby | Borja Golán Laurens Jan Anjema | Nicolas Müller Grégoire Marche Andrew Shoukry Eddie Charlton |

### Mai
| Tournoi                                                                                                 | Date                 | Champion                                      | Finaliste          | Demi-finalistes                         | Quart de finaliste                                                      |
| --- | -------------------- | --------------------------------------------- | ------------------ | --------------------------------------- | ----------------------------------------------------------------------- |
| Torneo Internacional PSA Sporta 2013 Ciudad de Guatemala, Guatemala International 25 25 000 $ - tableau | 9–12 mai 2013        | Miguel Ángel Rodríguez 11-5, 9-11, 11-8, 11-0 | Stephen Coppinger  | Laurens Jan Anjema César Salazar        | Campbell Grayson Christopher Gordon Eddie Charlton Erik Tepos Valtierra |
| Hong Kong FC International 2013 Hong Kong, Chine International 25 25 000 $                              | 29 mai - 1 June 2013 | Alister Walker 11-8, 11-6, 11-7               | Laurens Jan Anjema | Mohd Nafiizwan Adnan Mohamed Abouelghar | Olli Tuominen Karim Abdel Gawad Max Lee Julian Illingworth              |

### Août
| Tournoi                                                                    | Date           | Champion                            | Finaliste   | Demi-finalistes                       | Quart de finaliste                                       |
| -------------------------------------------------------------------------- | -------------- | ----------------------------------- | ----------- | ------------------------------------- | -------------------------------------------------------- |
| Open de Colombie 2013 Bogota, Colombie International 50 50 000 $ - tableau | 8–11 août 2013 | Peter Barker 11-4, 11-4, 8-11, 11-3 | Omar Mosaad | Cameron Pilley Miguel Ángel Rodríguez | Ryan Cuskelly Mathieu Castagnet Alan Clyne Alfredo Ávila |

### Septembre
| Tournoi                                                                               | Date                            | Champion                                      | Finaliste           | Demi-finalistes                    | Quart de finaliste                                                |
| ------------------------------------------------------------------------------------- | ------------------------------- | --------------------------------------------- | ------------------- | ---------------------------------- | ----------------------------------------------------------------- |
| Malaysian Open 2013 Kuala Lumpur, Malaisie International 50 50 000 $                  | 11–15 septembre 2013            | Peter Barker 11-5, 9-11, 11-5, 11-3           | Tarek Momen         | Borja Golán Chris Simpson          | Saurav Ghosal Karim Abdel Gawad Mohd Nafiizwan Adnan Mazen Hesham |
| Abierto Mexicano de Raquetas 2013 Toluca, Mexique International 70 70 000 $ - tableau | 19–22 septembre 2013            | Grégory Gaultier 7-11, 11-8, 3-11, 11-6, 11-6 | Mohamed El Shorbagy | Borja Golán Miguel Ángel Rodríguez | Omar Mosaad Marwan El Shorbagy Grégoire Marche Alfredo Ávila      |
| Netsuite Open 2013 San Francisco, États-Unis International 70 70 000 $ - tableau      | 27 septembre – 1er octobre 2013 | Ramy Ashour 11-4, 7-11, 7-11, 11-3, 11-3      | Grégory Gaultier    | James Willstrop Daryl Selby        | Peter Barker Simon Rösner Tom Richards Laurens Jan Anjema         |

### Octobre
| Tournoi                                                                                 | Date               | Champion                                      | Finaliste      | Demi-finalistes                   | Quart de finaliste                                               |
| --------------------------------------------------------------------------------------- | ------------------ | --------------------------------------------- | -------------- | --------------------------------- | ---------------------------------------------------------------- |
| Open de Montréal 2013 Montréal, Canada International 35 35 000 $                        | 3–6 octobre 2013   | Borja Golán 9-11, 11-3, 11-2, 12-14, 11-5     | Daryl Selby    | Saurav Ghosal Adrian Waller       | Chris Simpson Mathieu Castagnet Alan Clyne Omar Abdel Aziz       |
| Indian Summer Benefitting Beyond Walls Saint Paul, États-Unis International 25 25 000 $ | 5–7 octobre 2013   | Laurens Jan Anjema 11-4, 9-11, 11-9, 11-6     | Alister Walker | Tom Richards Nicolas Müller       | Christopher Gordon Shaun Le Roux Muhd Asyraf Azan Eddie Charlton |
| Open de Macao 2013 Macao, Chine International 50 50 000 $                               | 17–20 octobre 2013 | Omar Mosaad 11-8, 4-11, 9-11, 11-9, 11-8      | Adrian Grant   | Saurav Ghosal Omar Abdel Meguid   | Stephen Coppinger Ong Beng Hee Max Lee Leo Au                    |
| Bluenose Classic 2013 Halifax, Canada International 35 35 000 $ - tableau               | 17–20 octobre 2013 | Miguel Ángel Rodríguez 4-11, 11-2, 11-2, 11-6 | Daryl Selby    | Alister Walker Laurens Jan Anjema | Campbell Grayson Martin Knight Eddie Charlton Eric Gálvez        |

### Novembre
| Tournoi                                                            | Date                | Champion                             | Finaliste     | Demi-finalistes                      | Quart de finaliste                                       |
| ------------------------------------------------------------------ | ------------------- | ------------------------------------ | ------------- | ------------------------------------ | -------------------------------------------------------- |
| Sky Open 2013 Le Caire, Égypte International 50 50 000 $ - tableau | 19–23 novembre 2013 | Mohamed El Shorbagy 11-2, 11-7, 11-8 | Karim Darwish | Marwan El Shorbagy Omar Abdel Meguid | Alister Walker Mazen Hesham Zahed Mohamed Fares Dessouky |

### Décembre
| Tournoi                                                                                      | Date                | Champion                            | Finaliste     | Demi-finalistes                        | Quart de finaliste                                       |
| -------------------------------------------------------------------------------------------- | ------------------- | ----------------------------------- | ------------- | -------------------------------------- | -------------------------------------------------------- |
| Coronation London Open 2013 Londres, Angleterre International 25 25 000 $                    | 12–15 décembre 2013 | Adrian Grant 7-11, 11-9, 11-4, 11-6 | Chris Simpson | Stephen Coppinger Fares Dessouky       | Christopher Gordon Rex Hedrick Lucas Serme Zahed Mohamed |
| Alwatan and Asnan International 2013 South Surra, Koweït International 50 50 000 $ - tableau | 19–22 décembre 2013 | Simon Rösner 11-4, 11-5, 12-10      | Borja Golán   | Laurens Jan Anjema Abdullah Al Muzayen | Tarek Momen Alister Walker Ryan Cuskelly Max Lee         |

## Top 10 mondial de fin d'année
| Rang | 2013                | 2013     |
| ---- | ------------------- | -------- |
| 1    | Ramy Ashour         | 1675.000 |
| 2    | Grégory Gaultier    | 1262.500 |
| 3    | Nick Matthew        | 1252.000 |
| 4    | Mohamed El Shorbagy | 1030.500 |
| 5    | James Willstrop     | 991.000  |
| 6    | Karim Darwish       | 763.000  |
| 7    | Borja Golán         | 572.500  |
| 8    | Peter Barker        | 560.000  |
| 9    | Amr Shabana         | 532.500  |
| 10   | Daryl Selby         | 484.500  |